# Xã Dingman, Quận Pike, Pennsylvania
Xã Dingman (tiếng Anh: Dingman Township) là một xã thuộc quận Pike, tiểu bang Pennsylvania, Hoa Kỳ. Năm 2010, dân số của xã này là 11.926 người.